# جورج جانسين
جورج جانسين (بالإنجليزية: Georges Janssen)‏ (و. 1892 – 1941 م) هو عالم اقتصاد، ومصرفي، ومحامي، من بلجيكا، توفي عن عمر يناهز 49 عاماً.